# لئو فلایدر
لئو فلایدر (لهستانی: Leo Fleider؛ ۱۲ اکتبر ۱۹۱۳ – ۵ اوت ۱۹۷۷) یک کارگردان فیلم، فیلم‌نامه‌نویس، و هنرپیشه اهل لهستان بود.
از فیلم‌ها یا مجموعه‌های تلویزیونی که او در آن‌ها نقش داشته‌، می‌توان به آکونکاگوا اشاره نمود.